# 上泉和子
上泉 和子（かみいずみ かずこ） は、日本の看護学者。元公立大学法人青森県立保健大学理事長兼学長。元日本看護系大学協議会代表理事。

## 人物・経歴
聖路加看護大学卒業後、聖路加国際病院、東京医科歯科大学医学部附属病院を経て、1992年聖路加看護大大学院修士課程修了。兵庫県立看護大学助教授を経て、1999年青森県立保健大学教授。2006年青森県立保健大学副学長。2008年公立大学法人青森県立保健大学副理事長。2011年日本看護科学学会理事。2014年公立大学法人青森県立保健大学理事長・学長。2016年日本看護系大学協議会代表理事。2017年日本看護管理学会理事長。2019年青森県看護協会長表彰受賞。2022年青森県立保健大学名誉教授。

## 編書
- 『婦長のためのマネジメント』（新道幸惠と共編）医学書院 2000年
- 『看護ユニットマネジメント』医学書院 2006年